# R.U.L.E.
R.U.L.E. è il sesto album ufficiale del rapper Ja Rule, uscito verso inizio novembre 2004.

## Il disco
Contiene i featuring dei soliti artisti Murder Inc. Records Black Child, Caddillac Tah, Ashanti e Lloyd (questo entrato da poco sotto contratto), più quelli di R. Kelly, Fat Joe, Jadakiss, Claudette Ortiz, Trick Daddy e Chink Santana. Lo stesso Chink Santana appare anche tra i produttori del disco, assieme al duo Cool & Dre e Irv Gotti.
I tre singoli estratti sono New York, Wonderful e Caught Up, tutti e tre giunti anche in Italia. L album è stato certificato disco d oro negli U.S.A..

## Tracce
1. The Inc Intro
2. Last Of The Mohicans (feat. Black Child)
3. Wonderful (feat. R. Kelly & Ashanti)
4. What's My Name (feat. Ashanti)
5. New York (feat. Fat Joe & Jadakiss)
6. Stripping Game (Skit)
7. The Manual
8. Get It Started (feat. Claudette Ortiz)
9. R.U.L.E.
10. True Story (Skit)
11. Caught up (feat. Lloyd)
12. Gun Talk (feat. Black Child)
13. Never Tought (feat. Ashanti)
14. Life Goes On (feat. Trick Daddy & Chink Santana)
15. Weed (Skit)
16. Where I'm From (feat. Lloyd)
17. Bout My Business (feat. Black Child & Caddillac Tah)
18. Passion